# أمن وسلامة المجتمع
أمن المجتمع، وفقًا لبرنامج الأمم المتحدة الإنمائي وهو مفهوم يسعى إلى تفعيل الأمن البشري والتنمية البشرية ونماذج بناء الدولة على المستوى المحلي. يشمل المفهوم المعاصر لأمن المجتمع، المحدد بشكل ضيق، الأمن الجماعي والشخصي. يركز النهج على ضمان أن تكون المجتمعات وأفرادها «خاليين من الخوف». ومع ذلك، فإن التعريف المعاصر الأوسع يشمل أيضًا العمل على مجموعة أوسع من القضايا الاجتماعية لضمان «التحرر من الفاقة». مثلها مثل سلامة المجتمع وأمن المواطنين، فإنها تعزز نهج أصحاب المصلحة المتعددين الذي يحركه تحليل الاحتياجات المحلية. من خلال التأكيد على جانب «المجتمع»، يسعى المفهوم إلى احتضان كل من الثقافات والسياقات «الموجهة للأفراد»، بما في ذلك العديد من الثقافات في أمريكا اللاتينية، والثقافات والسياقات «الموجهة للمجموعات»، كما هو الحال في العديد من إفريقيا وجنوب آسيا.
يعتمد تخصيص برامج CS على السياق المحدد، ولكن السمة الأساسية للنهج هي التركيز من الأسفل إلى الأعلى على إنشاء الأمان والاستقرار. كنهج، لا تتعامل CS مع إنشاء الأمن على المستوى الوطني، على سبيل المثال من خلال التشريعات من أعلى إلى أسفل أو اتفاقيات السلام على المستوى الحكومي. وبدلاً من ذلك، فإنها تركز على الحلول القصيرة والطويلة الأمد للمشكلات الأمنية في مجتمعات معينة.
لا يشير مصطلح «المجتمع» إلى أفراد المجتمع فقط، ولكنه يشير إلى جميع الجهات الفاعلة والمجموعات والمؤسسات داخل المساحة الجغرافية المحددة. وبالتالي فهي تشمل أيضا منظمات المجتمع المدني والشرطة والسلطات المحلية المسؤولة عن تقديم الأمن والخدمات الأخرى في هذا المجال.
من الأمثلة على الوكالات التي تعمل مع نهج سلامة المجتمع هي مجموعة الدنمارك لإزالة الألغام ومركز جنيف للرقابة الديمقراطية على القوات المسلحة.